# سیارک ۶۵۴۷
سیارک ۶۵۴۷ (به انگلیسی: 6547 Vasilkarazin، نامگذاری:1987RO3) شش هزار و پانصد و چهل و هفتمین سیارک کشف شده‌است که در ۲ سپتامبر ۱۹۸۷ کشف شد.
قدر مطلق سیارک برابر ۱۷.۰ است.